# Florus Scheel
Florus Scheel (* 23. Juli 1864 in Lustenau; † 19. Mai 1936 in Feldkirch) war ein österreichischer Maler und Restaurator.

## Leben
Florus Scheel lernte in  Malerwerkstätten in Zürich, Lindau, München und Dornbirn. 1886 machte er sich als Dekorationsmaler mit einer Werkstatt in Feldkirch selbständig, später schloss er ein Künstleratelier an.
1912 gründete er den Heimatpflege- und Museumsverein Feldkirch, dessen Obmann er wurde. Von 1921 bis 1924 lebte und arbeitete er in Wien.

## Werke
- Zahlreiche Altarblätter in Kirchen in Vorarlberg

### Restaurierungen
- 1916: Fresken an der Pferdeschwemme in Salzburg
- 1926: Deckengemälde der Reitschule in Salzburg